# Jugendgerichtshilfe
In Verfahren nach dem Jugendgerichtsgesetz (JGG) wirkt in Deutschland in der Regel auch das Jugendamt mit (§ 52 Achtes Buch Sozialgesetzbuch). Nach § 52 SGB VIII ist die „Mitwirkung im jugendgerichtlichen Verfahren“ eine so genannte „andere“ Aufgabe des Jugendamts, kein davon getrennter Dienst, auch wenn die Aufgabe zumeist durch spezialisierte Fachkräfte wahrgenommen wird, die traditionell (mit Bezug zum JGG) als Jugendgerichtshilfe (JGH), zunehmend aber auch als Jugendhilfe im oder in Strafverfahren (JuHiS) bezeichnet werden. Als Vertreter der Jugendgerichtshilfe (Jugendgerichtshelfer/-in, JuHiS-Fachkraft) wird bezeichnet, wer diese Aufgabe wahrnimmt.
Die Vertreter der Jugendgerichtshilfe bringen, gemäß § 38 JGG unter anderem erzieherische und damit auch sozialpädagogische Gesichtspunkte ins Strafverfahren vor den Jugendgerichten, indem sie (schriftlich und/oder mündlich) eine Stellungnahme über die Beschuldigten abgegeben. Ebenfalls prüfen sie nach § 52 Abs. 2 SGB VIII, ob Leistungen der Jugendhilfe eingeleitet werden sollten und ob es Alternativen zu einem förmlichen Strafverfahren gibt (Diversion). Eine andere mögliche Alternative, bei der sich Täter und Opfer außergerichtlich aussprechen können, ist der Täter-Opfer-Ausgleich. Schließlich haben sie den jungen Menschen nach § 52 Abs. 3 SGB VIII während des gesamten Verfahrens zu betreuen. Umstritten ist, inwieweit sie gerichtlich angeordnete pädagogische Maßnahmen durchführen (sog. Steuerungsverantwortung nach § 36a SGB VIII) bzw. überwachen dürfen. 

## Heranziehung der Jugendgerichtshilfe
Im gesamten Verfahren gegen einen Jugendlichen (zur Tatzeit 14–17 Jahre) oder Heranwachsenden (18–20 Jahre) muss die Jugendgerichtshilfe vom Jugendgericht herangezogen werden. Die Jugendgerichtshilfe entscheidet jedoch nach ihrem eigenen pflichtgemäßem Ermessen, ob und in welcher Weise sie im Verfahren mitwirkt.
Auf Heranwachsende kann allgemeines Strafrecht (wie bei Erwachsenen) oder Jugendstrafrecht angewandt werden, wenn eine jugendtypische Straftat vorliegt, oder der/die Heranwachsende in ihrer Entwicklung noch auf einer jugendlichen Stufe steht; auch hierzu äußert sich die Jugendgerichtshilfe.

## Aufgaben der Jugendgerichtshilfe
Die Jugendgerichtshilfe berät die jungen Straftäter und ihre Familien und nimmt an den Gerichtsverhandlungen teil. Sie prüft insbesondere, ob für den Jugendlichen oder jungen Volljährigen geeignete erzieherische Leistungen der Jugendhilfe in Betracht kommen, die ein Absehen von der Strafverfolgung möglich machen (z. B. Vermittlung und Überwachung sozialer Arbeitsstunden oder eines Verkehrserziehungskurses, Besuch in der Justizvollzugsanstalt, Durchführung eines Sozialen Trainingskurses, Täter-Opfer-Ausgleich usw.) und beteiligt sich so weit als möglich an der Nachbetreuung. Sie macht außerdem einen Vorschlag für ein mögliches strafrechtliches Urteil.

## Jugendgerichtshilfe als Jugendhilfe
Heute wird der Begriff Jugendgerichtshilfe vielfach durch Jugendhilfe im Strafverfahren ersetzt, um das Selbstverständnis der Jugendgerichtshilfe als Teil der Jugendhilfe und als Hilfe für den Jugendlichen und seine Familie besser zu beschreiben. Die Jugendgerichtshilfe ist also nicht in erster Linie Hilfe für das Gericht. Das Gericht ist gegenüber der Jugendgerichtshilfe nicht weisungsbefugt. Rechtsberatung, die häufig von Betreuten erwartet wird, ist ihr nur sehr eingeschränkt gestattet, weil Rechtsanwälten vorbehalten. Darüber hinaus ist sehr umstritten, ob sie in diesem Rahmen ein Aussageverweigerungsrecht vor den Gerichten hat.

## Wahrnehmung der Aufgabe
Die Jugendgerichtshilfe wird in der Regel von Sozialarbeitern oder den Sozialpädagogen des jeweiligen Jugendamtes, aber auch von freien Trägern der Jugendhilfe im Auftrag des Jugendamtes, wie zum Beispiel der Arbeiterwohlfahrt o. Ä., ausgeübt.